# Récourt-le-Creux
 Récourt-le-Creux  es una población y comuna francesa, en la región de Lorena, departamento de Mosa, en el distrito de Verdún y cantón de Souilly.

## Demografía
| 151 | 120 | 114 | 113 | 85 | 81 |
| Para los censos de 1962 a 1999 la población legal corresponde a la población sin duplicidades (Fuente: INSEE [Consultar]) |     |     |     |    |    |